# Aglaia cumingiana
Aglaia cumingiana är en tvåhjärtbladig växtart som beskrevs av Porphir Kiril Nicolai Stepanowitsch Turczaninow. Aglaia cumingiana ingår i släktet Aglaia och familjen Meliaceae. Inga underarter finns listade i Catalogue of Life.